# Юшкевич, Дмитрий Дмитриевич
Дмитрий Дмитриевич Юшкевич (род. 3 июня 1997, Торонто) — российский хоккеист, защитник.

## Биография
Сын хоккеиста Дмитрия Юшкевича. Родился вместе с сёстрами-близнецами в Торонто — в 1995—2002 годах отец выступал за «Торонто Мейпл Лифс». Сёстры — модели Джулия и Абигаль (Абби). Мать Оксана скончалась в 2008 году.
Воспитанник ярославского «Локомотива». В сезоне 2013/14 сыграл 9 матчей за команду МХЛ-Б «Локо-Юниор». В следующем сезоне играл за молодёжные команды финского «Кярпята». В сезонах 2015/16 — 2016/17 выступал в МХЛ в составе череповецкого «Алмаза». 15 июня 2017 года был обменян в клуб КХЛ «Югра» Ханты-Мансийск на денежную компенсацию. 26 августа в домашней игре против «Спартака» (2:6) дебютировал в КХЛ, сыграв 33 секунды. 18 сентября в рамках сотрудничества с тюменским «Рубином» перешёл в команду ВХЛ. Провёл за месяц шесть игр. 23, 25 и 27 октября сыграл три гостевых матча в составе «Югры». Остаток сезона выступал за команду МХЛ «Мамонты Югры».
25 июня 2018 года был вновь обменян из «Локомотива» в «Югру». Выступал в ВХЛ за «Югру» (2018/19), «Звезду» Москва (2019/20 — 2021/22), «Динамо» СПб (2022), «Омские крылья» (2022). Сезон 2022/23 завершал в команде чемпионата Казахстана «Арлан» Кокшетау. 7 сентября 2023 года подписал однолетний контракт с клубом ECHL «Уичито Тандер», входящей в систему «Сан-Хосе Шаркс».